# C-SPAN
C-SPAN (nome completo: Cable-Satellite Public Affairs Network) è una televisione via cavo statunitense che offre agli spettatori notizie e attualità sugli avvenimenti di tipo politico che si svolgono negli stati della federazione.
Oltre alla radio a al sito Internet, C-SPAN trasmette tre reti televisive:
- C-SPAN: avvenimenti nella Camera dei Rappresentanti degli Stati Uniti;
- C-SPAN2: servizi sul Senato e sui suoi avvenimenti (nei week-end);
- C-SPAN3: servizi su altri eventi politici e su archivi storici sulla politica statunitense.

La sede delle operazioni di C-SPAN è Capitol Hill (Washington), ma vi sono sedi anche a West Lafayette (Indiana), al Purdue Research Park, sotto la direzione del Professore Robert X. Browning.